# 新城島
新城島（日语：／ Aragusuku-jima，琉球語：／ ）位於琉球列島的八重山群島，介於西表島及黑島之間。當地人又稱為「パナリ島」，在當地的方言中有「離開」的意思。
行政劃分上屬於日本沖繩縣八重山郡竹富町。

## 地理
新城島分著為上地島和下地島，兩者合稱新城島。
- 上地島：面積1.76平方公里，周長6.2公里。
- 下地島：面積1.55平方公里，周長4.8公里。

## 周邊設施
在2005年8月時，島上住有七戶共七人，其中上地島5人，下地島2人，但其中有人只設籍，並未實際居住於此。
島上完全沒有旅遊設施，也沒有商店或是郵局。下地島中有個私人經營的；上地島以森林為主，有些許廢棄之住宅。每年在祭典時會有許多過去居住於此的居民回到島上舉辦慶典。島上建有直升機場和防波堤，還有遺跡、神社、貝塚等。

## 交通
搭船是前往島上唯一的方法，但並沒有固定班次，只能從以包船或是透過旅遊單位安排船隻前往島上。

## 其他
- 島上以赤面黑面秘密祭典聞名，原本外人是絕對不可前來觀看，違反將會遭到報應。但近年來已逐漸開放參觀，但還是不允許外人前來記錄或報導。
- 1989年TBS電視劇「越過天空和海」中，主角們在野外生活的地方就是在新城島拍攝。

## 外部連結
- 竹富町公所網頁的新城島介紹 （页面存档备份，存于）